# Wolfie Duvenhage
Pas d'image ? Cliquez ici

b Matchs officiels uniquement.
Dernière mise à jour le 12 novembre 2021.
Jan Hendrik Duvenhage, plus connu sous le nom de  Wolfie Duvenhage, né le 31 décembre 1978 à Walvis Bay (Sud-Ouest africain, aujourd'hui Namibie), est un joueur de rugby à XV namibien qui joue avec l'équipe de Namibie. Il évolue au poste de troisième ligne aile (1,85 m et 98 kg).

## Carrière

### En équipe nationale
Il a effectué son premier test match avec les Namibiens le 23 juin 2001 à l’occasion d’un match contre l'équipe d'Italie.
Il a disputé la coupe du monde 2003 (3 matchs).

## Palmarès

### Avec les Namibiens
- 14 sélections
- 3 essais
- 15 points
- Sélections par saison : 2 en 2000, 3 en 2001, 1 en 2002, 5 en 2003, 3 en 2007.